# 梁冀
梁 冀（りょう き、? - 159年）は、後漢の政治家・外戚。字は伯卓。
安定郡烏氏県の人。後漢草創期の功臣の一人の梁統の玄孫。曾祖父は梁竦。祖父は梁雍。父は梁商（和帝の生母の梁貴人の甥）。妹は順帝の皇后梁妠と桓帝の皇后梁女瑩。
子は襄邑侯梁胤（字は寿仁）と梁伯玉。孫は城父侯梁洮（梁胤の子）。

## 略伝
『後漢書』「梁冀伝」によると、彼は生来から鳶肩豺目（鳶肩・鋭い豺のような目）の容貌を持ち、吃音であり、学問に疎く少々の文書と計算に長じていたにもかかわらず、周りを威圧し傲慢な態度を示した。また若いころから皇室の外戚として、酒を好み、挽満・弾棋・格五・六博・蹴鞠・意銭などの遊戯に巧みだった。さらに、また臂鷹（鷹狩り）・競犬・競馬・闘鶏などを好むなど、様々な遊びに精通していたと記載されている。
132年、妹の梁妠が皇后に即位すると襄邑侯に封ぜられたが、父の梁商は左雄の諫言もありこれを固辞した。初め、黄門侍郎になり侍中・虎賁中郎将・越騎校尉・歩兵校尉・執金吾を歴任し河南尹になった。141年、梁商が死ぬと梁冀は父の大将軍の位を継いだ。
順帝が死去し、2歳の劉炳（沖帝）が即位すると、梁冀の妹の梁妠が太后として摂政に即位することになったが、沖帝は翌年に死去した。大尉の李固は幼帝だと外戚が権勢を振るうのを恐れ、皇帝には年長の者を即位させるよう主張したが、結局梁冀達は8歳の劉纘（質帝）を即位させる。政治は完全に梁冀達が握り権勢を振るっており、それを不満に思った質帝は梁冀に「これは跋扈将軍なり」と言った。梁冀は質帝を幼いながらも聡明で御し難いと思い、毒殺した。次の皇帝選びになると、李固は清河王劉蒜を強く推薦するが、梁冀は強引に劉志（桓帝）を即位させると、李固を解任させて後に殺し、世間を失望させた。
桓帝の時代になると、梁太后の妹の梁女瑩がその皇后に立てられ、「剣履上殿」「入朝不趨」「謁賛不名」など前漢の功臣蕭何に匹敵するほどの特別待遇を受けるようになった。しかし、さらに梁冀の横暴は悪化し、妻の孫寿の一族まで権勢を振るい、梁冀が豪邸を建てると妻の孫寿もそれに負けない豪邸を建て張り合う始末だった。150年に梁太后は政治を19歳になった桓帝に返上するよう言い残し死去するが、梁冀の権勢は衰えず政治を握り続けた。しかし、皇后となった梁女瑩も159年に死去し、梁氏の勢力が宮中で弱まったのを契機に、桓帝は単超ら5人の宦官と謀って梁冀派の宦官の張惲を逮捕し、兵を動員して梁冀の邸宅を囲んだ。自身の末路を悟った梁冀は妻子らと共に自害した。
没収された梁冀の財産は国家の租税の半分ほどあり、梁冀に連座して死刑になった高官は数十人、免職になった者は300人余りになり、一時朝廷は空になるほどだったという。